# Logan Huffman
Logan Huffman (ur. 22 grudnia 1989 r. w Indianapolis) – amerykański aktor telewizyjny, głównie znany z roli Tylera Evansa w serialu V: Goście.

## Filmografia
| Rok       | Tytuł         | Rola         | Uwagi                    |
| --------- | ------------- | ------------ | ------------------------ |
| 2008      | Lymelife      | Blaze Salado |                          |
| 2009      | Circledrawers | Lewis        | film telewizyjny         |
| 2009      | America       | Marshall     | film telewizyjny         |
| 2009–2011 | V: Goście     | Tyler Evans  | serial tv, główna obsada |